# Campolieto
Campolieto község (comune) Olaszország Molise régiójában, Campobasso megyében.

## Fekvése
A megye központi részén fekszik. Határai: Castellino del Biferno, Matrice, Monacilioni, Morrone del Sannio, Ripabottoni és San Giovanni in Galdo.

## Története
A település alapítására vonatkozóan nincsenek biztos adatok. Első említése a normannok idejéből származik. A következő századokban nemesi birtok volt. A 19. században nyerte el önállóságát, amikor a Nápolyi Királyságban felszámolták a feudalizmust.

## Népessége
A népesség számának alakulása:

## Főbb látnivalói
- Palazzo Ducale di Capua
- San Michele Arcangelo-templom